# Alan Kirman

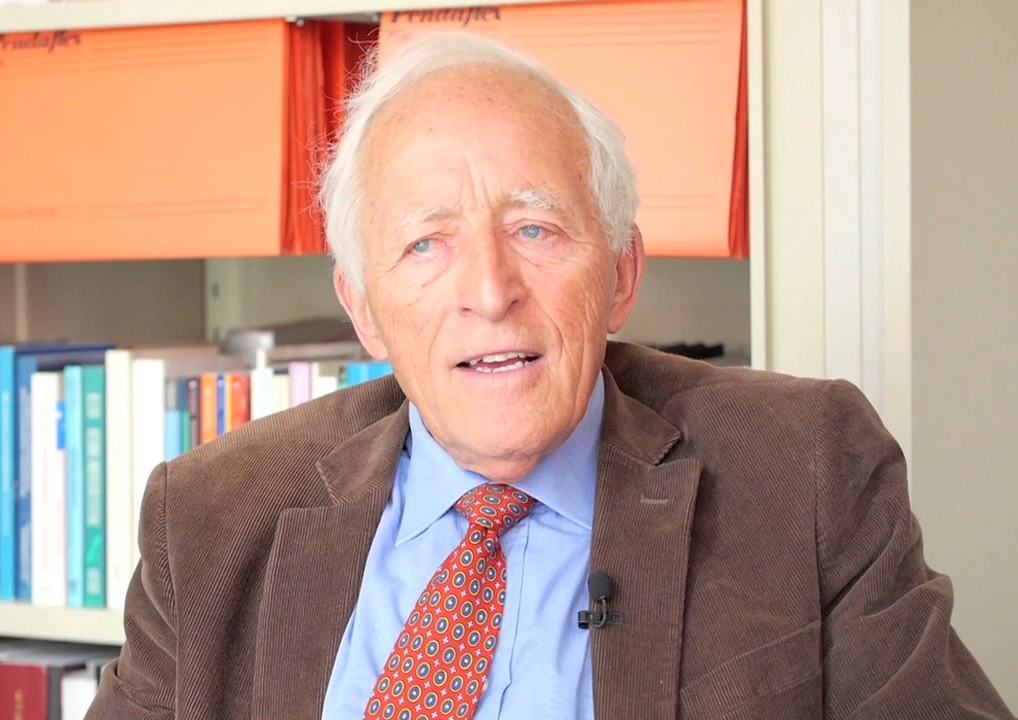
Alan Kirman (2014)

Alan P. Kirman (* 16. Januar 1939) ist ein britisch-französischer Wirtschaftswissenschaftler.

## Leben
Der 1939 geborene Alan Kirman studierte ab 1957 an der Universität Oxford am Jesus College und absolvierte dort 1960 seinen B.A. und 1965 seinen M.A. Nach seinem B.A. arbeitete er als Geographielehrer an einer Schule, besuchte parallel Abendkurse zu Wirtschaftswissenschaften der Workers' Educational Association (WEA), so dass er 1965 einen einjährigen Diplomstudiengang an der Johns Hopkins School of Advanced International Studies in Bologna. Von 1965 bis 1966 war er an der Graduate School des University of Minnesota, sein Betreuer war Hugo F. Sonnenschein. Von 1966 bis 1969 arbeitete er an der Princeton University und erhielt dort 1971 seinen Ph.D. mit einer Arbeit über Optimum tariffs in a general equilibrium model of trade bei Harold W. Kuhn.
1969 wurde er zum Assistant Professor an der Johns Hopkins University in Baltimore ernannt. 1970 bis 1972 ging er als Professeur Associé an das Center for Operations Research and Econometrics und als Gastprofessor an die Université libre de Bruxelles, wo er bis 1973 als außerordentlicher Professor arbeitete. 1974 bis 1976 arbeitete er als Professor für Ökonomie an der University of Warwick, und von 1976 bis 1979 als Professor an der Universität Aix-Marseille II. Von 1987 bis 1995 war er Professor am Europäischen Hochschulinstitut in Florenz. Seine letzte Professur war an der Universität Aix-Marseille, dazu war er Directeur d'Etudes der École des hautes études en sciences sociales. Er ist Mitglied des Institut Universitaire de France.
Er wurde zum Fellow der Econometric Society (1990) und der European Economic Association (2004) gewählt. 1995 wurde er zum Mitglied des Institut Universitaire de France ernannt und mit dem Gay-Lussac-Humboldt-Preis ausgezeichnet. Er ist Mitglied des Institute for Advanced Study in Princeton. Im Jahr 2003 wurde er mit dem Ordre des Palmes Académiques in der Stufe Chevalier (Ritter) ausgezeichnet.
Alan Kirman hat zwei Kinder.

## Werk
Kirman arbeitete zunächst zur Allgemeinen Gleichgewichtstheorie, fand es zwar ein großartiges „intellektuelles Spiel“, aber „nicht sehr inspirierend“. Die Erkenntnisse des Sonnenschein-Mantel-Debreu-Theorems, die sein zwischenzeitlicher Betreuer Hugo F. Sonnenschein mitentwickelt hatte, überzeugten ihn, dass die allgemeine Gleichgewichtstheorie und die Verwendung des Konzepts des repräsentativen Agents in der Makroökonomik problematisch ist. Die übliche Mikrofundierung, die aus dem Verhalten eines einzelnen Agenten auf der Gesamtsystem schlösse, lehnt er ab. Diese Form der Rationalität stamme nicht aus der Beobachtung der Realität, sondern seinen Axiome die von Ökonomen gewählt wurden, weil sie für ihre Arbeit mit Gleichgewichtsmodellen notwendig seien. Stattdessen entwickelte sich Kirman zu einem Vertreter der Komplexitätsökonomik, die ökonomische Prozesse als komplexes adaptives System beschreibt und den Zusammenhang zwischen individuellem Verhalten und den Ergebnissen auf die Makroökonomie untersucht (Emergenz). Er forschte zu agentenbasierter Modellierung, Verhaltensökonomik und den sozialen Interaktionen zwischen Individuen.

## Publikationen
Bücher
- Complex Economics. Individual and Collective Rationality (= The Graz Schumpeter Lectures. (10)). Routledge, London u. a. 2011, ISBN 978-0-415-59424-0.
- als Herausgeber mit Mauro Gallegati: Beyond the Representative Agent. Edward Elgar Publishing, Cheltenham u. a. 1999, ISBN 1-85898-703-2.
- als Herausgeber mit Louis-André Gérard-Varet: Economics Beyond the Millennium. Oxford University Press, Oxford u. a. 1999, ISBN 0-19-829211-2.
- als Herausgeber mit William A. Barnett, Mark Salmon: Nonlinear Dynamics and Economics. Cambridge University Press, Cambridge UK 1996, ISBN 0-521-47141-9.
- mit Werner Hildenbrand: Equilibrium Analysis. Variations on Themes by Edgeworth and Walras (= Advanced Textbooks in Economics. 28). North-Holland, Amsterdam u. a. 1988, ISBN 0-444-70511-2.
- mit Werner Hildenbrand: Introduction to Equilibrium Analysis. Variations on Themes by Edgeworth and Walras (= Advanced Textbooks in Economics. 6). North-Holland u. a., Amsterdam u. a. 1976, ISBN 0-7204-3606-0.

Fachartikel
- Whom or what does the representative individual represent? In: Journal of Economic Perspectives. Band 6, Nr. 2, 1992, S. 117–136, doi:10.1257/jep.6.2.117.
- Ants, rationality, and recruitment. In: Quarterly Journal of Economics. Band 108, Nr. 1, 1993, S. 137–156, doi:10.2307/2118498.
- The intrinsic limits of modern economic theory: the emperor has no clothes. In: The Economic Journal. Band 99, Nr. 395, 1993, S. 126–139, JSTOR:2234075.